# ReBirth RB-338
ReBirth RB-338 (укр. РеБе́рз-338) — програмний синтезатор, випущений у кінці 1998 року. Синтезатор призначений для емуляції синтезаторів Roland: двох бас-синтезаторів TB-303 та драм-машин TR-808 i TR-909. Це — перший програмний синтезатор, що працює з протоколом ReWire.
Синтезатор дозволяє створювати закінчені композиції за допомогою вбудованого секвенсера, або використовувати зовнішній MIDI-пристрій.
Синтезатор включає ефекти цифрової затримки (delay), спотворення (distortion), та динамічний процесор, кожен з ефектів можна застосовувати до певного каналу.
1 вересня 2005 р. фірма Propellerhead Software, проінформувала про припинення розвитку ReBirth, одночасно відкривши доступ до вільного використання програми (freeware). Образ диску з повною версією ReBirtha можна завантажити на інтернет-сторінці «The ReBirth Museum» [Архівовано 23 липня 2010 у Wayback Machine.], створеної розробниками.